# Amphilemuridae
Gli anfilemuridi (Amphilemuridae) sono una famiglia di mammiferi estinti, appartenenti agli eulipotifli. Vissero nell'Eocene (circa 55 - 35 milioni di anni fa) e i loro resti fossili sono stati ritrovati in Europa e in Nordamerica.

## Descrizione
Questi animali erano generalmente di piccole dimensioni e il loro aspetto era generalmente quello di ricci dalla lunga coda. Alcune specie erano dotate di aculei sul corpo (come Pholidocercus) e altre strutture protettive, mentre altre erano pressoché prive di aculei o avevano peli ispidi e duri (ad esempio Macrocranion). La maggior parte delle specie è nota solo per la dentatura, dai molari caratteristici che permettono l'attribuzione a questa famiglia.

## Classificazione
La famiglia Amphilemuridae è stata descritta per la prima volta nel 1953 da Hill, ed è stata inclusa nell'ordine degli insettivori, poi dimostratosi polifiletico. Attualmente gli anfilemuridi sono considerati membri basali degli Eulipotyphla, e a parte i nesofontidi (estintisi solo di recente) e i geolabididi (di dubbia collocazione) risultano essere l'unica famiglia estinta dell'ordine. 

### Tassonomia
Famiglia †Amphilemuridae Hill, 1953
- Sottofamiglia †Placentidentinae D. E. Russell et al., 1973
  - †Placentidens Russell e Savage 1973
    - †Placentidens lotus Russell e Savage 1973
- Sottofamiglia †Amphilemurinae Hill, 1953
  - †Macrocranion Weitzel, 1949
    - †Macrocranion junnei Smith, Bloch, Strait e Gingerich, 2002
    - †Macrocranion nitens (Matthew, 1918)
    - †Macrocranion robinsoni Krishtalka e Setoguchi, 1977
    - †Macrocranion vandebroeki (Quinet, 1964)
    - †Macrocranion germonpreae Smith, 1997
    - †Macrocranion tenerum (Tobien, 1962)
    - †Macrocranion tupaiodon Weitzel, 1949
    - †Macrocranion huerzeleri Maitre, Escarguel e Sigé, 2006
    - †Macrocranion storchi Maitre, Escarguel e Sigé, 2006
    - †Macrocranion sudrei Maitre, Escarguel e Sigé, 2006

  - †Amphilemur Heller 1935
    - †Amphilemur eocaenicus Heller, 1935
    - †Amphilemur peyeri (Hürzeler, 1946)
    - †Amphilemur oltinus Maitre, Escarguel e Sigé, 2006

  - †Pholidocercus von Koenigswald e Storch 1983
    - †Pholidocercus hassiacus von Koenigswald e Storch, 1983

  - †Gesneropithex Hürzeler 1946
    - †Gesneropithex figularis Hürzeler, 1946
    - †Gesneropithex grisollensis Norris e Harrison, 1998

  - †Alsaticopithecus Hürzeler 1947
    - †Alsaticopithecus leemani Hürzeler 1947

  - †Echinolestes Maitre, Escarguel e Sigé, 2006
    - †Echinolestes quercyi Maitre, Escarguel e Sigé, 2006